# Número de Deborah
O número de Deborah é um número adimensional utilizado em reologia. Caracteriza a fluidez de um material sob condições específicas de fluxo. O número foi originalmente proposto por Markus Reiner, professor da Technion, inspirado em um versículo bíblico da juíza Débora.

## Definição
O número de Deborah é definido pela razão entre o tempo de relaxamento das tensões e o tempo característico da duração do experimento (ou da simulação computacional). Ela dá a relação do escoamento do material no tempo de observação.
{\displaystyle \mathrm {De} ={\frac {t_{\mathrm {c} }}{t_{\mathrm {p} }}},}
onde tc é o tempo de relaxamento e tp é a escala do tempo de observação.